# Липински, Тара
Тара Кристен Липински (англ. Tara Kristen Lipinski, род. 10 июня 1982, Филадельфия, Пенсильвания) — американская фигуристка, выступавшая в одиночном катании. Олимпийская чемпионка (1998),  чемпионка мира (1997), чемпионка США (1997). Член Зала славы фигурного катания США (2006).
По завершении соревновательной карьеры — актриса и комментатор фигурного катания.

## Карьера

### Фигуристка
Тара, катаясь в любителях, отличалась детским стилем катания, безумно радуясь исполненным прыжкам, никак не соотнося это с идеей музыкального сопровождения. В 1998 году после своей триумфальной победы (в возрасте 15 лет 255 дней) на Олимпийских играх в Нагано (Япония) покинула любительскую карьеру и ушла в профессиональные ледовые шоу. В 17 лет Тара победила на первенстве планеты среди профессионалов и стала самой молодой чемпионкой-профессионалкой. Затем начала давать о себе знать травма бедра. В 19 лет после падения во время шоу «Звезды на льду» в Сент-Луисе случился очередной рецидив, и Липински решила покинуть большой спорт.

### Актриса
Начинающая актриса успешно отработала на съемочной площадке драматического сериала режиссёров Ларри Пирса и Арманда Мастроянни «Коснувшийся Ангела» (1994—2003) с Рома Дауни, Делла Рис, Джон Дай в главных ролях. Далее Тара Липински мелькнула в эпизодах в таких сериалах, как «Арлисс», «Утренний выпуск», «Седьмое небо». Вскоре режиссёры Кеннет Кох и Гэри Халворсон пригласили Тару поучаствовать в семейном комедийном сериале 1996—2003 года «Сабрина — маленькая ведьма». Актёры Мелисса Джоан Харт, Ник Бэкэй и Кэролайн Ри сыграли тогда в комедии главные роли.
Карьера Тары Липински продолжалась, она регулярно получала эпизодические роли, например, в фильме «Визг. Ну, очень страшное кино», 1997—2003 год «Салон Вероники», драме 1999—2006 года режиссёров Сэлли МакДональд и Нояля Мэксема «Молодые и дерзкие». В последнем с главными ролями блистательно справились актеры Эрик Брэден, Мелоди Томас Скотт, и действие самого популярного американского драматического сериала разворачивалось в вымышленном городе Генуя Сити, штат Висконсин, и затрагивало множество актуальных проблем жителей города.
Тара Липински большей частью играла роли-поддержки, хотя встречались и главные, например, в 2000 году в комедийной драме режиссёра Джорджа Эршбэймера «Ледяной ангел», где Тара Липински сыграла именно главную роль. Актеры Николь Том, Нэнси Керриган, Брендан Бейзер и Эндрю Джонстон произвели впечатление на зрителей своей игрой. Мистический сюжет фильма повествовал о том, как преждевременная гибель капитана олимпийской сборной США по хоккею Мэтта Кларка не поставила крест на его спортивной карьере. После смерти капитан возвратился к жизни в теле известной американской фигуристки.
Далее в кинокарьере Липински наступила «великая эра» эпизодов, при этом она нередко отсутствовала в титрах. В послужном списке Тары Липински значились сериалы «Вы боитесь темноты?» (1999—2000), «Малкольм в центре внимания» (2000—2006) и фильмы: 2001 год — «Ванильное небо» режиссёра Кэмерона Кроу, «Still Standing», 2003 год — «Погоня в подземке». В 2002 году Тара Липински приняла участие в озвучивании американского анимационного фильма «Скуби-Ду».

### Комментатор
Тара занимается благотворительностью и помощью детям. Она была в жюри конкурса красоты «Мисс Вселенная 2013». В октябре 2013 года было объявлено, что Липински будет комментатором-аналитиком на NBC, NBC Sports и Universal Sports во время зимних Олимпийских игр в Сочи.

## Результаты
| Соревнования                | 94/95         | 95/96         | 96/97         | 97/98         |
| Международные               | Международные | Международные | Международные | Международные |
| --------------------------- | ------------- | ------------- | ------------- | ------------- |
| Олимпийские игры            |               |               |               | 1             |
| Чемпионат мира              |               | 15            | 1             |               |
| Финал Гран-при              |               |               | 1             | 1             |
| Гран-при США                |               |               |               | 2             |
| Гран-при Франции            |               |               | 3             | 2             |
| Гран-при Германии           |               |               | 2             |               |
| Гран-при Канады             |               |               | 2             |               |
| Nebelhorn Trophy            |               | 4             |               |               |
| Международные среди юниоров |               |               |               |               |
| Чемпионат мира              | 4             | 5             |               |               |
| Pokal der Blauen Schwerter  | 1             |               |               |               |
| Национальные                |               |               |               |               |
| Чемпионат США               |               | 3             | 1             | 2             |
| Чемпионат США – юниоры      | 2             |               |               |               |

## Личная жизнь
В мае 2015 года на вручении спортивной премии «Эмми» познакомилась с продюсером телеканала Fox Sports Тоддом Капостаси (Todd Kapostasy). Спустя несколько месяцев Липински объявила о помолвке с Капостаси. В июне 2017 года вышла за него замуж.
В 2023 году у них родилась дочь от суррогатной матери. Ребёнка назвали Джорджи Уинтер.